# Institut polytechnique de Paris
Institut polytechnique de Paris (IP Paris) este o facultate de inginerie în Franța. Este situat în orașul Palaiseau. IP Paris este o instituție publică de învățământ superior și cercetare tehnică. Cercetarea de la IP Paris este organizată în cinci domenii tematice: energie și climă, tehnologie digitală, securitate, tehnologie și sănătate.
Pe 15 septembrie 2020, Institutul, împreună cu HEC Paris, au înființat centrul de cercetare Hi! PARIS.